# Libertia colombiana
Libertia colombiana är en irisväxtart som beskrevs av Robert Crichton Foster. Libertia colombiana ingår i släktet Libertia och familjen irisväxter. Inga underarter finns listade i Catalogue of Life.